# Thieulloy-l'Abbaye

Thieulloy-l'Abbaye este o comună în departamentul Somme, Franța. În 1 ianuarie 2022 avea o populație de 382 de locuitori.